# Río Selengá
El río Selengá (también transliterado como Selenge o Selengue) (en mongol: Сэлэнгэ, Selenge mөrөn; en buriato, Сэлэнгэ мүрэн; en ruso: Селенга) es un largo río del norte de Mongolia y centro-sur de la Rusia asiática o Siberia, que nace por la confluencia de los ríos Ider y Delgermoron y fluye en dirección noreste hasta desaguar en el lago Baikal. Tiene una longitud de 1024 km, pero forma parte del sistema fluvial Yeniséi-Angará-lago Baikal-Selengá-Ider, el cual alcanza los 5539 km y se considera el quinto río más largo del mundo, tras el Amazonas, Nilo, Yangtsé y el Misisipi-Misuri. Drena una cuenca hidrográfica de 447 000 km².
La principal ciudad que atraviesa este río es Ulán-Udé, capital de la república de Buriatia, en Rusia. De noviembre a mediados de mayo, el río está congelado. Es navegable a partir de abril a noviembre hasta Sujbaatar (19 224 habs. en 2007), la capital del aymag mongol de Selengué.

## Geografía

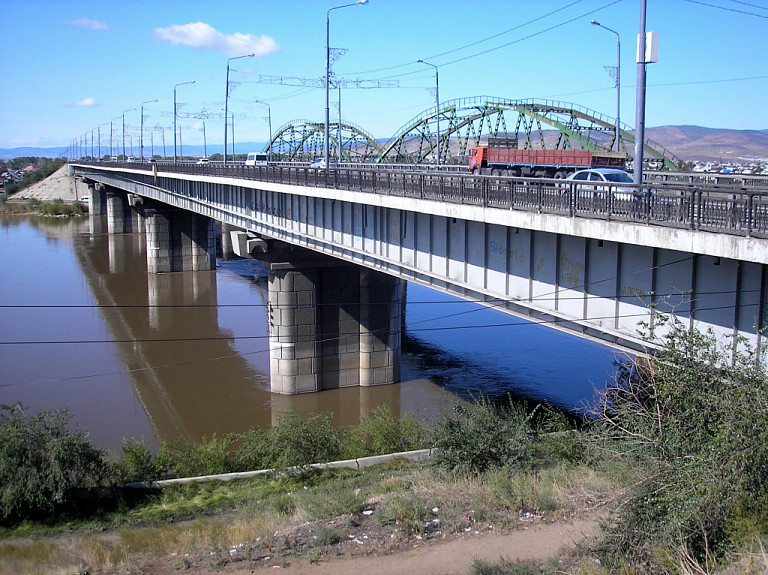
Puente sobre el río Selenga en Ulan-Ude

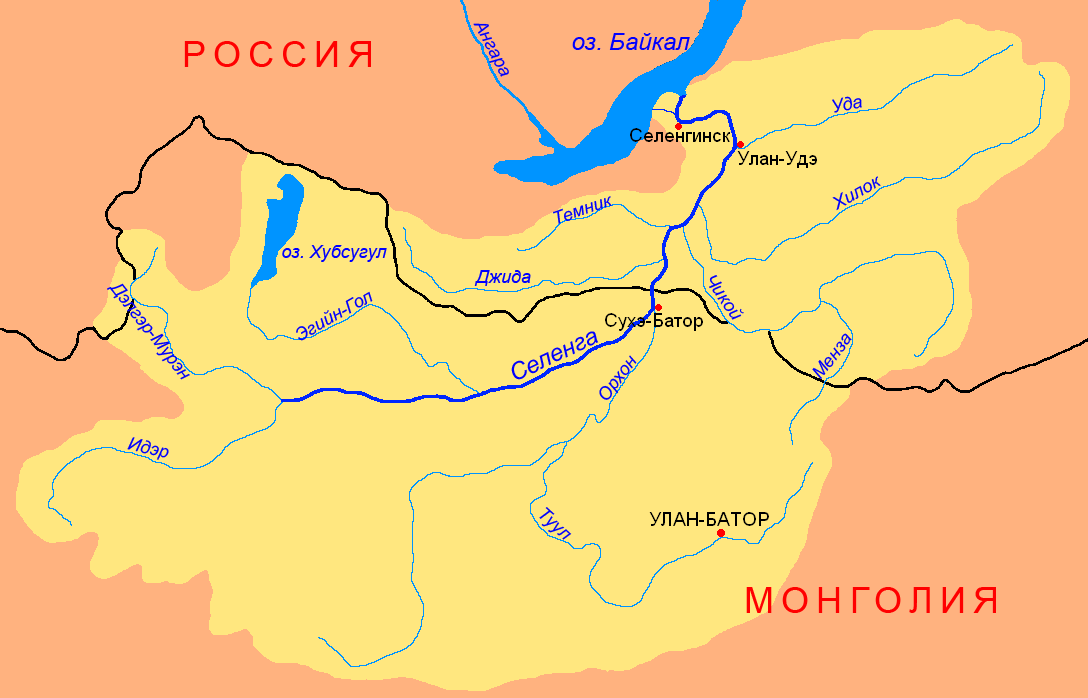
Mapa en ruso del río Selengá (Селенга) en el que aparecen tres ciudades en su curso: Sujbaatar (Сухэ-Батор), Ulán-Udé (Ула́н-Удэ́) y Selenginsk (Cеленгинск)

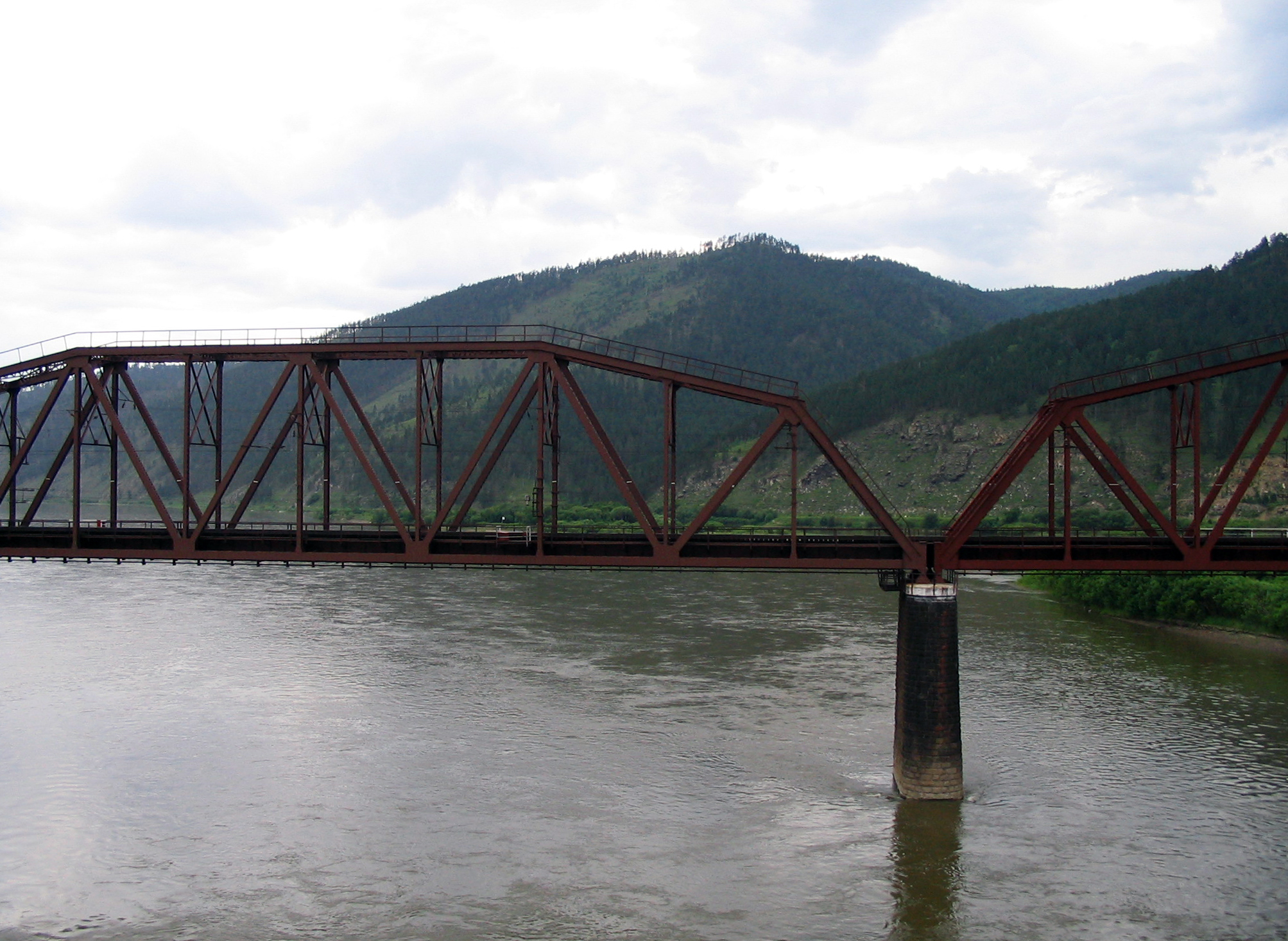
Puente ferroviario sobre el Selengá cerca de Ulán-Udé

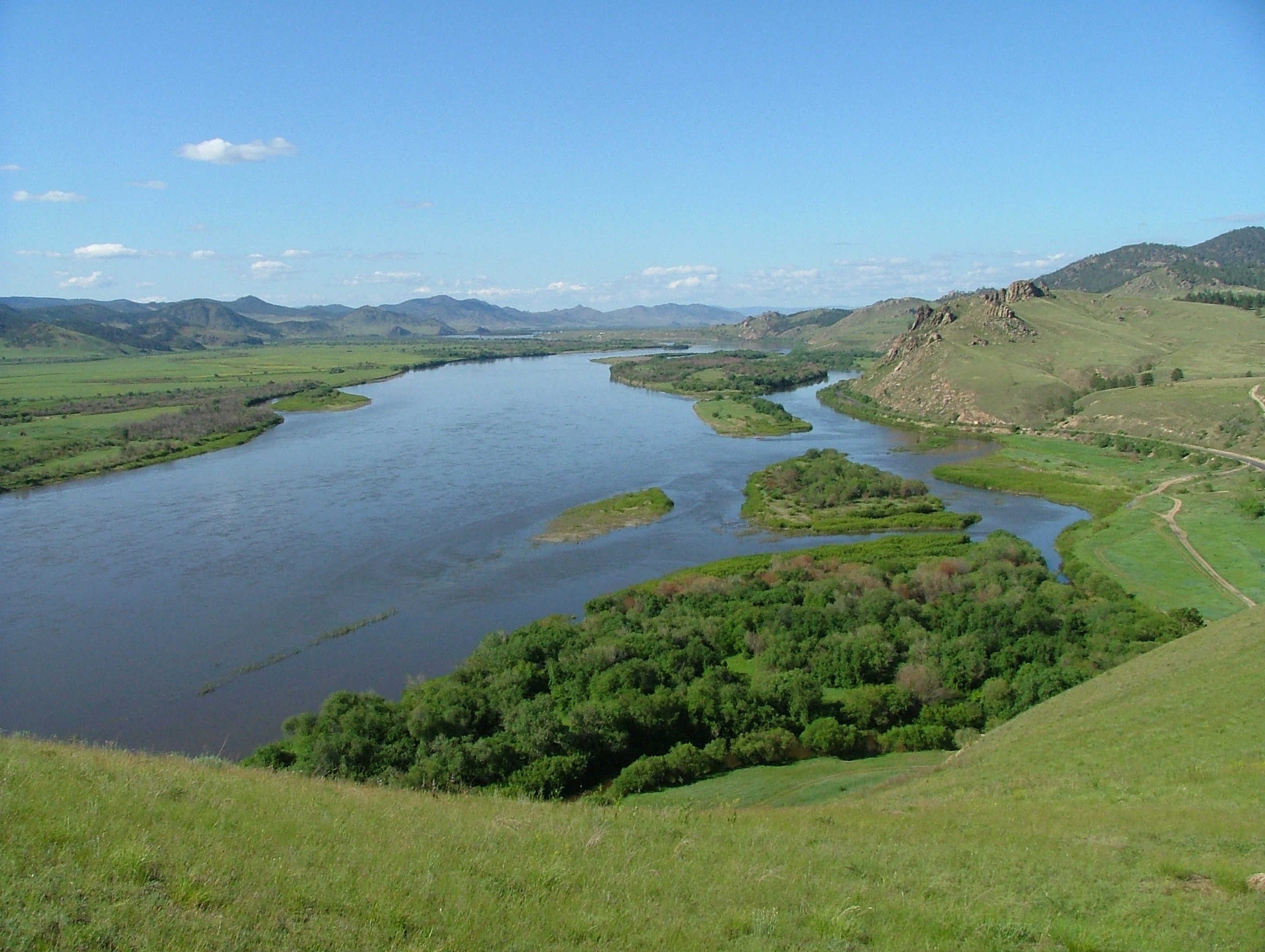
El río Selengá cerca de Ulán-Udé

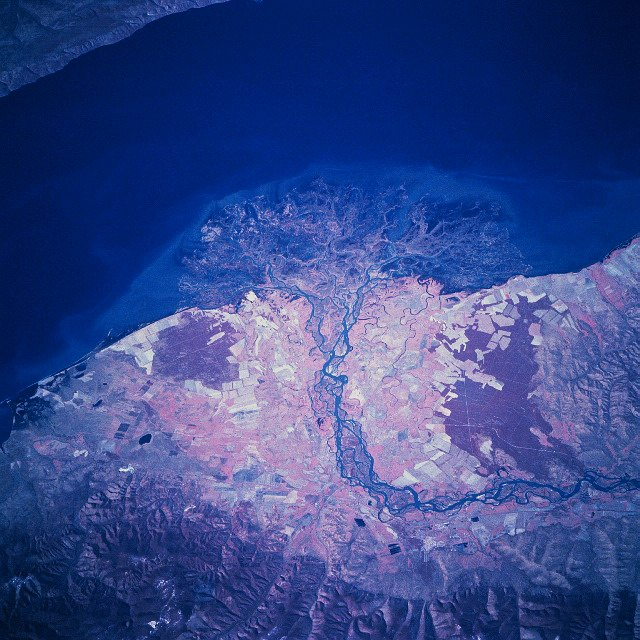
Delta del río Selengá desde el espacio (octubre de 1994)

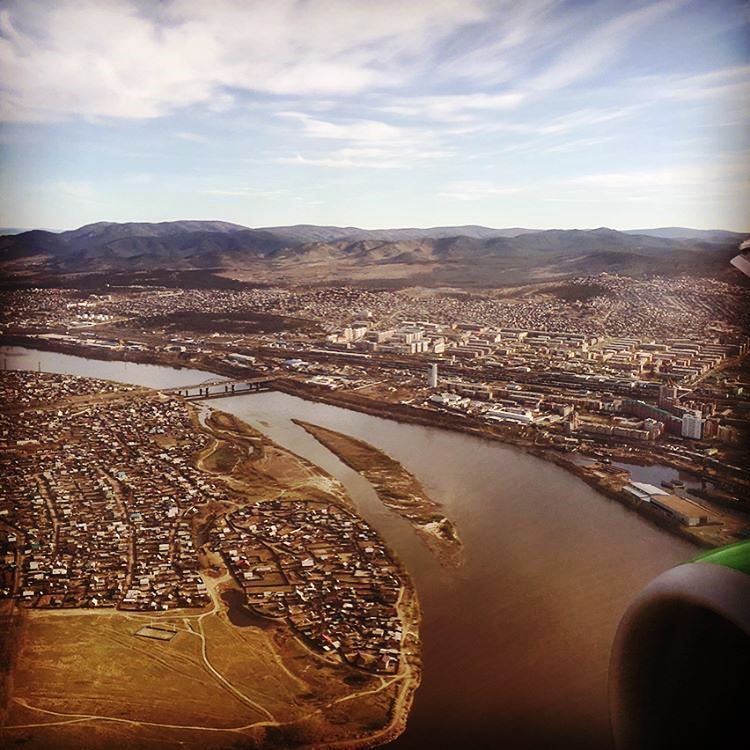
Puente del camino a través del río Selengá a Ulán-Udé

El río Selengá nace en Mongolia, a unos 375 km (en línea recta) al sureste del extremo sur del lago Baikal y alrededor de 150 km al norte de las montañas Jangái, de la unión de tres ríos: Delgermörön (445 km), Ider (452 km) y Bügsiin Gol. 
Discurre primero en dirección oeste a través del aymag mongol de Selengué. Pasa por las localidades de Dugang, Hutag y Nammag y después recibe por la izquierda al primero de sus afluentes de importancia, al río Eg (475 km) que llega desde el noroeste. Va virando cada vez más hacia el noreste, y pasa por Banga, Büdüun y cerca de Suhe-Bator, recibe por la derecha al más largo de sus afluentes, el río Orjón (1124 km), que llega desde el sur y por el que se puede llegar navegando hasta la capital del aymag, Sujbaatar. Emprende el río rumbo norte y alcanza la frontera rusa tras pasar por Tsagan-Arat y, ya en la república rusa de Buratia, llega a Kiajta, donde tiene un caudal medio de 23 m³/s en febrero y 601 m³/s en agosto.
Se vuelve hacia el noreste y sigue por Zanúbino y Debé, pasada la cual recibe, por la izquierda, al río Dzhidá, procedente del este. Continua por Ubur-Dzokoy, Máriino, Yenjor, Strelka, Zuy-Zakámenka y Ust-Jilok, donde recibe por la derecha al río Khilok (840 km), que llega del sur. Sigue por Kibálino, Ganzúrino, Kordón, Selengá, Sayantuy, Poselie y llega a Ulán-Udé, la capital de Buriatia y la ciudad más importante por las que pasa (359.391 hab en 2002). Aquí recibe, por lad erecha y llegando del oeste, las aguas del río Uda (467 km).
Continúa en dirección norte pasando por Zarechny, Útochkino y Mostovoy, donde el caudal ya es de 951 m³/s. Sigue por Burdukovo y Tataúrovo, donde gira abruptamente hacia el oeste; pasa luego por Iliinka, Yugovo, Tarakánovka, Bryansk y Beregovaya, donde comienza una amplia curva hacia el noroeste, Kabansk, Zhilino y Tvrogovo, que da comienza al área del gran delta (546 km²) en el que desagua en el lago Baikal. En la zona del delta están las localidades de Selenguinsk y Korsakovo.

### Afluentes
El río Selengá tiene los siguientes afluentes principales:
- En Mongolia:

- río Chuluut (margen derecha), con una longitud de 415 km y una cuenca de 10.750 km²;
- río Delgermörön (izquierda), con una longitud de 445 km y una cuenca de 26.640 km²;
- río Eg (o Egiin Gol) (izquierda), emisario del lago Ubsugul, con una longitud de 475 km y una cuenca de 49.100 km²;
- río Orjón (derecha), con una longitud de 1.124 km y una cuenca de 132.835 km², con su subafluente el río Tuul (derecha), que baña Ulán Bator, con una longitud de 704 km y una cuenca de 48.840 km²;

- en Rusia (Buriatia):

- río Dzhidá (izquierda), con una longitud de 558 km y una cuenca de 23.500 km², y con sus subafluentes los ríos Khamneï (170 km) y Jeltoura (190 km);
- río Témnik (izquierda), con una longitud de 314 km y una cuenca de 5.480 km²;
- río Chikói (derecha), con una longitud de 769 km y una cuenca de 46.200 km², con su subafluente el río Menza (337 km y 13.800 km²);
- río Jilok (derecha), con una longitud de 840 km y una cuenca de 34.500 km²;
- río Uda (derecha) que desagua en Ulán-Udé, con una longitud de 467 km y una cuenca de 34.700 km², con sus subafluentes los ríos Ona (160 km), Kourba (175 km), Khoudoun (210 km) y Brianka (110 km);
- río Itantsa (derecha), un corto río de 110 km y una cuenca de 2300 km².

## Hidrometría
El caudal del Selengá ha sido observado durante 12 años (1980-91) en Mostovói, una localidad situada a unos veinte kilómetros aguas abajo de la ciudad de Ulán Udé, capital de Buriatia, y a unos 150 km de su desembocadura en el lago Baikal.
En Mostovói, el caudal medio anual observado durante ese período fue de 951 m³/s, para una zona drenada de 440.200 km², casi toda la cuenca del río. 
La lámina de escorrentía en la cuenca del río alcanzó 68 mm por año, que puede considerarse como bastante baja. 
El río Selengá es un río abundante, pero muy irregular, y presenta dos estaciones bien marcadas.
Las aguas altas comienzan a partir de mayo a octubre inclusive. Desde principios de noviembre, el caudal del río desciende drásticamente, pero conserva un satisfactorio flujo de agua durante la temporada baja, que tiene lugar desde noviembre hasta abril. 
El caudal medio mensual observado en febrero (mínimo estiaje) es 86,5 m³/s, aproximadamente 25 veces inferior a la media en agosto (2.215 m³/s), lo que refleja la gran amplitud de las variaciones estacionales. En el período de observación de 12 años, el caudal mínimo mensual fue de 34 m³/s, mientras que el caudal máximo mensual ascendió a 4.101 m³/s.
| Caudal medio mensual del río Selengá en la estación hidrométrica de Mostovói' (Datos calculados en 12 años, 1980-91, en m³/s) |
| |

## Sitio Ramsar del delta del Selengá

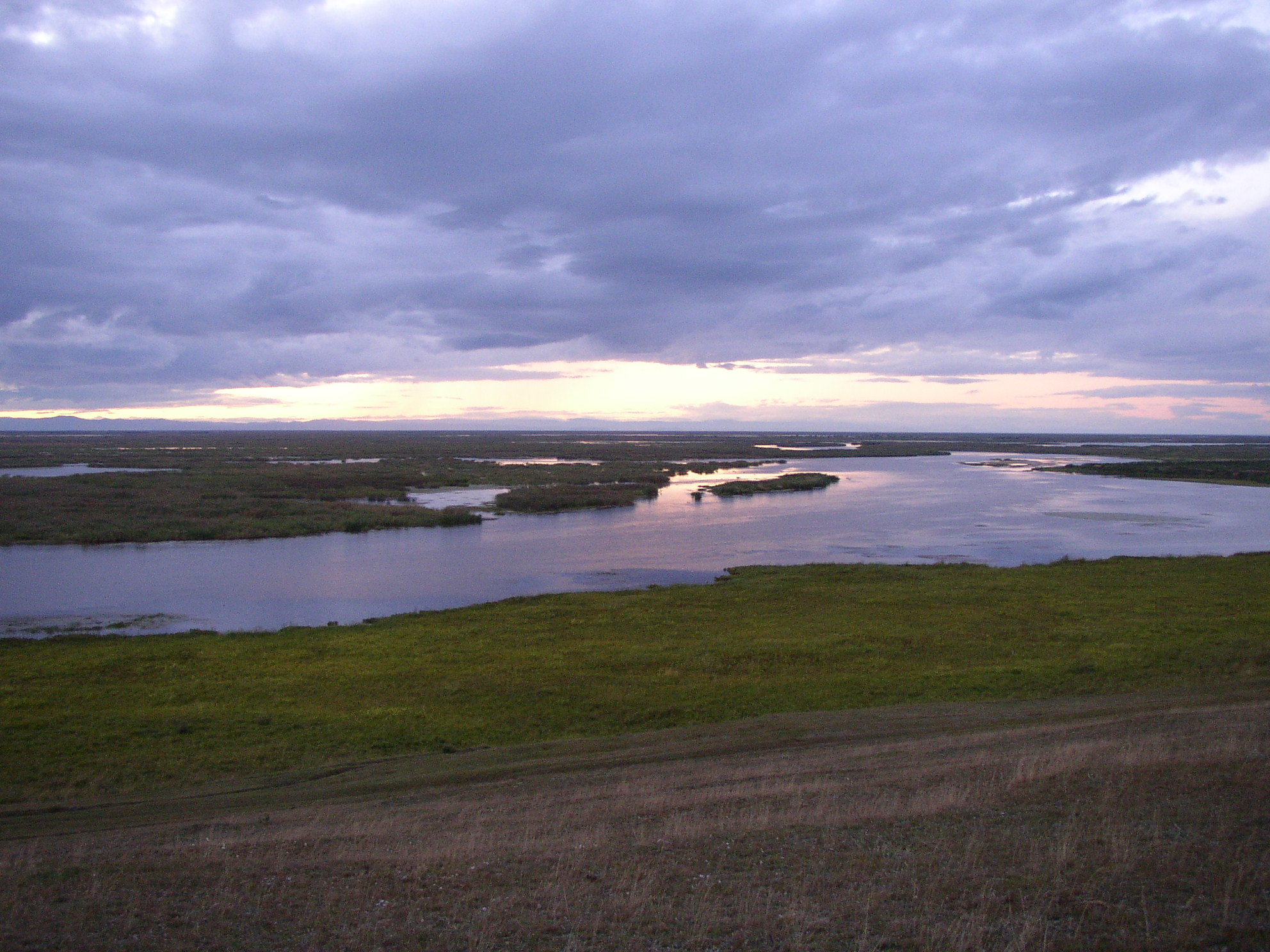
Delta del río Selengá

Una superficie de 121 km² del delta del río Selengá, que tiene 540 km² y es el mayor en el lago Baikal, fue declarado sitio Ramsar número 682 en 1994. Forma parte del sitio patrimonio de la Humanidad de la Unesco del lago Baikal, de 88 000 km², es también reserva natural, zakáznik y santuario de la naturaleza, y forma parte de la red de sitios de Anátidas (Anatidae Site Network). El sitio Ramsar incluye la zona de aguas poco profundas del lago Baikal, los brazos del río y los meandros muertos. La vegetación consiste en carrizales, herbazales regularmente inundados y sauces arbustivos. Es el ejemplo de humedal único amenazado por especies endémicas de fauna y flora. En la zona hay vastas concentraciones de aves acuáticas y migratorias. La población total de anátidas (patos, gansos y cisnes) varía entre 20 000 y 138 000 ejemplares. Más de 5 millones de aves pasan a través del delta en otoño y de 7300 a 18 300 se quedan. Las actividades humanas incluyen cosecha de heno, pastoreo de ganado, pesca comercial y deportiva, trampeo de ratas almizcleras, caza de aves acuáticas y recreación. La regulación del río produce cambios en el régimen hidrológico, y la elevación del nivel del lago Baikal es la mayor amenaza para los ecosistemas.